# Podorożnie (hromada Żurawno)
Podorożnie (ukr. Подорожнє) – wieś na Ukrainie, w obwodzie lwowskim, w rejonie stryjskim, w hromadzie Żurawno. W 2001 roku liczyła 476 mieszkańców.
Do 1946 roku miejscowość nosiła nazwę Lachowice Podróżne (ukr. Ляховичі Подорожні, Lachowyczi Podorożni).

## Historia
Właścicielem dóbr ziemskich Lachowice Podróżne był m.in. hrabia Włodzimierz Dzieduszycki.
W II Rzeczypospolitej do 1934 roku wieś stanowiła samodzielną gminę jednostkową w powiecie żydaczowskim w woj. stanisławowskim. W związku z reformą scaleniową została 1 sierpnia 1934 roku włączona do nowo utworzonej wiejskiej gminy zbiorowej gminy Żórawno w tymże powiecie i województwie. Po wojnie wieś weszła w struktury administracyjne Związku Radzieckiego.